# Eschbach (Pfalz)

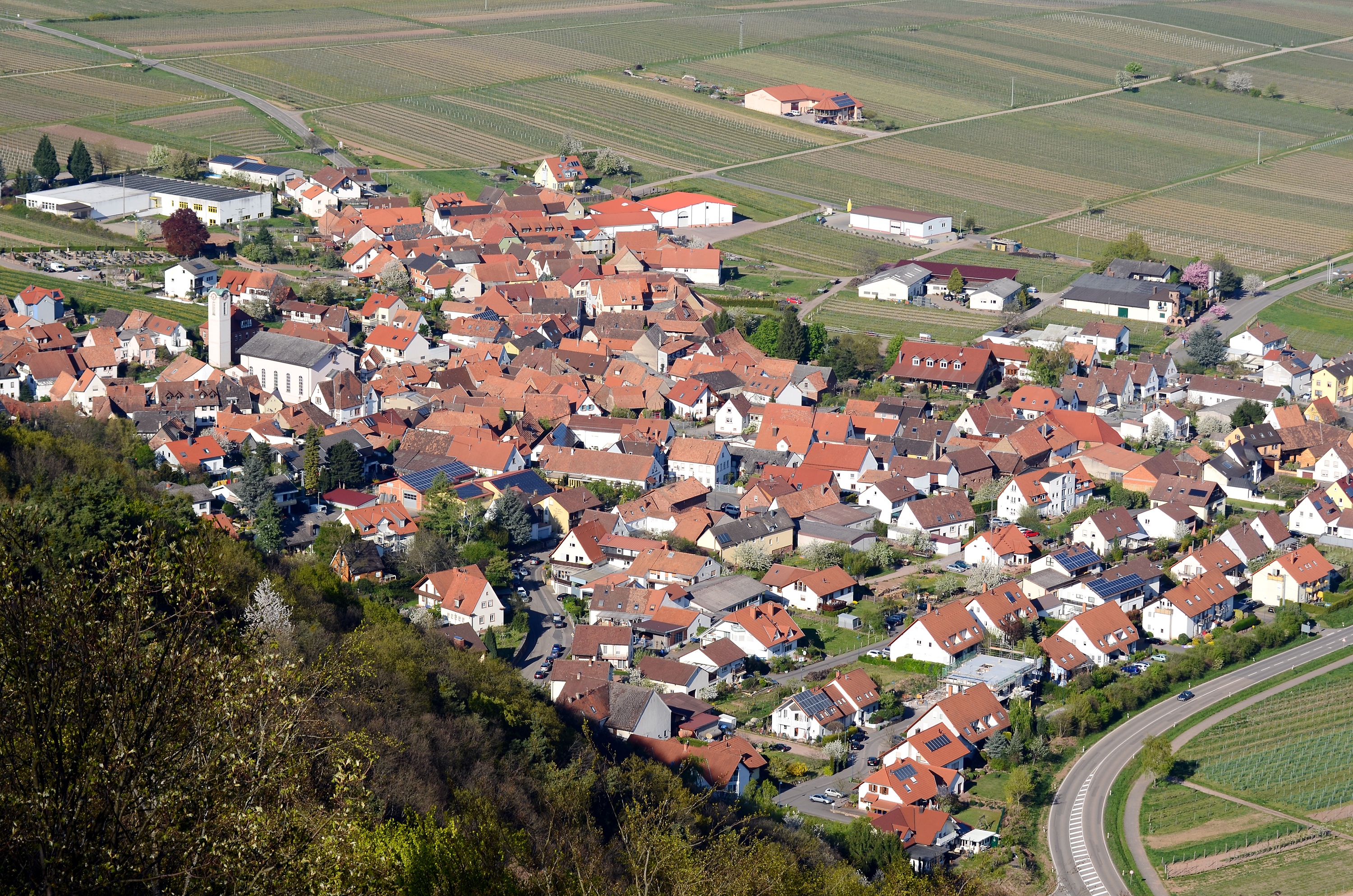
Eschbach aus der Vogelperspektive

Eschbach ist eine Ortsgemeinde im Landkreis Südliche Weinstraße in Rheinland-Pfalz. Sie gehört der Verbandsgemeinde Landau-Land an.

## Lage
Eschbach befindet sich unmittelbar östlich des Wasgaus, wie der Südteil des Pfälzerwaldes auch genannt wird, am Haardtrand, alternativ Region Weinstraße genannt, sowie dessen Untereinheit Oberhaardt. Die betreffende Obereinheit stellt das Nördliche Oberrheintiefland dar. Nachbargemeinden sind – im Uhrzeigersinn – Leinsweiler, Ilbesheim bei Landau in der Pfalz, Göcklingen, Klingenmünster, Waldhambach und die Landau in der Pfalz  gehörende Exklave Wollmesheimer Wald. Südwestlich des Siedlungsgebiets erstreckt sich der insgesamt 476,3 Meter hohe Rothenberg. Weiter nordwestlich liegt der 523 Meter hohe Schletterberg, dessen Ostflanke auf Gemarkung von Eschbach liegt.

## Geschichte
Die Gemeinde wurde erstmals 1254 in einer Urkunde des Klosters Eußerthal als „Echibach“ urkundlich erwähnt; während dieser Zeit war sie ein Bestandteil des Besitzes des Leininger Grafen Emich IV. Bis gegen Ende des 18. Jahrhunderts gehörte der Ort zur Herrschaft Madenburg.
Von 1798 bis 1814, als die Pfalz ein Teil der Französischen Republik (bis 1804) und anschließend ein Teil des Napoleonischen Kaiserreichs war, war Eschbach in den Kanton Landau eingegliedert. Anschließend wechselte die Gemeinde in den Kanton Annweiler 1815 hatte der Ort insgesamt 640 Einwohner. Im selben Jahr wurde er Österreich zugeschlagen. Ein Jahr später wechselte der Ort wie die gesamte Pfalz in das Königreich Bayern. In der Folgezeit kehrte Eschbach zum Kanton Landau zurück. Von 1818 bis 1862 gehörte die Gemeinde dem Landkommissariat Landau an; aus diesem ging das Bezirksamt Landau  hervor. 1832 stellten Teilnehmer des Hambacher Festes aus dem Ort nach der Rückkehr in Wollmesheim einen Freiheitsbaum auf.
Ab 1939 war der Ort ein Bestandteil des Landkreises Landau in der Pfalz. Nach dem Zweiten Weltkrieg wurde Eschbach innerhalb der französischen Besatzungszone ein Teil des damals neu gebildeten Landes Rheinland-Pfalz. Im Zuge der ersten rheinland-pfälzischen Verwaltungsreform wechselte der Ort am 7. Juni 1969 in den neu geschaffenen Landkreis Landau-Bad Bergzabern, der 1978 in Landkreis Südliche Weinstraße umbenannt wurde. 1972 wurde Eschbach der ebenfalls neu gebildeten Verbandsgemeinde Landau-Land zugeordnet.

## Religion
Die Katholiken gehören zum Bistum Speyer und unterstehen dort dem Dekanat Landau, die Evangelischen zur Protestantischen Landeskirche der Pfalz. Ende des Jahres 2013 waren 65,1 Prozent der Einwohner katholisch und 18,6 Prozent evangelisch. Die übrigen gehörten einer anderen Religion an oder waren konfessionslos. Die früher im Ort lebenden Juden wurden in Annweiler begraben.

## Politik

### Gemeinderat
Der Gemeinderat in Eschbach besteht aus zwölf Ratsmitgliedern, die bei der Kommunalwahl am 9. Juni 2024 in einer Mehrheitswahl gewählt wurden, und dem ehrenamtlichen Ortsbürgermeister als Vorsitzendem.

### Bürgermeister
Frank Laux (parteilos) wurde am 1. Januar 2018 Ortsbürgermeister von Eschbach. Bei der Direktwahl am 26. Mai 2019 wurde er mit einem Stimmenanteil von 81,14 % für weitere fünf Jahre in seinem Amt bestätigt. Bei der Direktwahl am 9. Juni 2024 setzte er sich mit 58,5 % gegen einen Mitbewerber durch.
Seine Vorgänger waren Siegfried Schmid (Amtszeit November 2014 bis Dezember 2017) und Klaus Christ (ab 2009), der 2014 nach erfolgreicher Wiederwahl vor Antritt seiner zweiten Amtszeit verstarb, und Gerhard Dausch (bis 2009).

### Wappen
| Wappen von Eschbach | Blasonierung: „In Grün drei silberne Schrägwellenbalken.“ |
| Wappen von Eschbach | Wappenbegründung: Grundlage ist ein bereits 1626 nachgewiesenes Gerichtssiegel, die Verleihung erfolgte am 2. Dezember 1937 durch den Reichsstatthalter in Bayern. |

## Kultur und Sehenswürdigkeiten

### Kulturdenkmäler

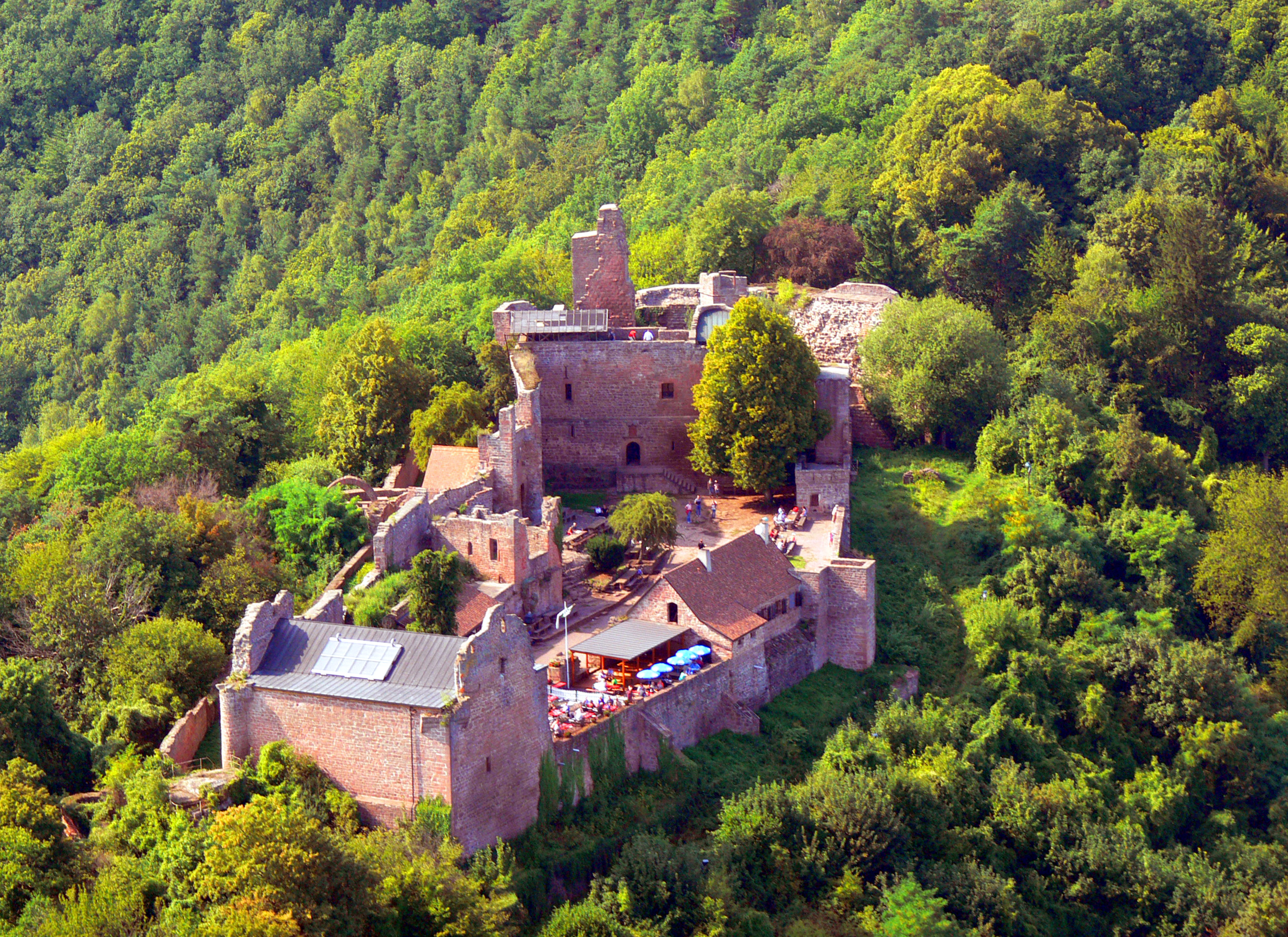
Madenburg

Der Ortskern, der Friedhof und die Madenburg sind als Denkmalzonen ausgewiesen; der Ort selbst gehörte zur Herrschaft Letzterer. Weitere 15 Einzelobjekte stehen unter Denkmalschutz.

### Natur
Das westliche Gemeindegebiet ist ein Bestandteil des Naturparks Pfälzerwald, der zum grenzüberschreitenden Biosphärenreservat Pfälzerwald-Vosges du Nord gehört. Innerhalb der Gemarkung befinden sich  drei Naturdenkmale. Über das Gemeindegebiet erstrecken sich die Naturschutzgebiete Haardtrand – Unterhalb der Madenburg und Haardtrand – Geraide. Auf der Waldgemarkung von Eschweiler befinden sich die Rittersteine 41 und 43, die jeweils auf Wanderpfade verweisen.

### Folklore

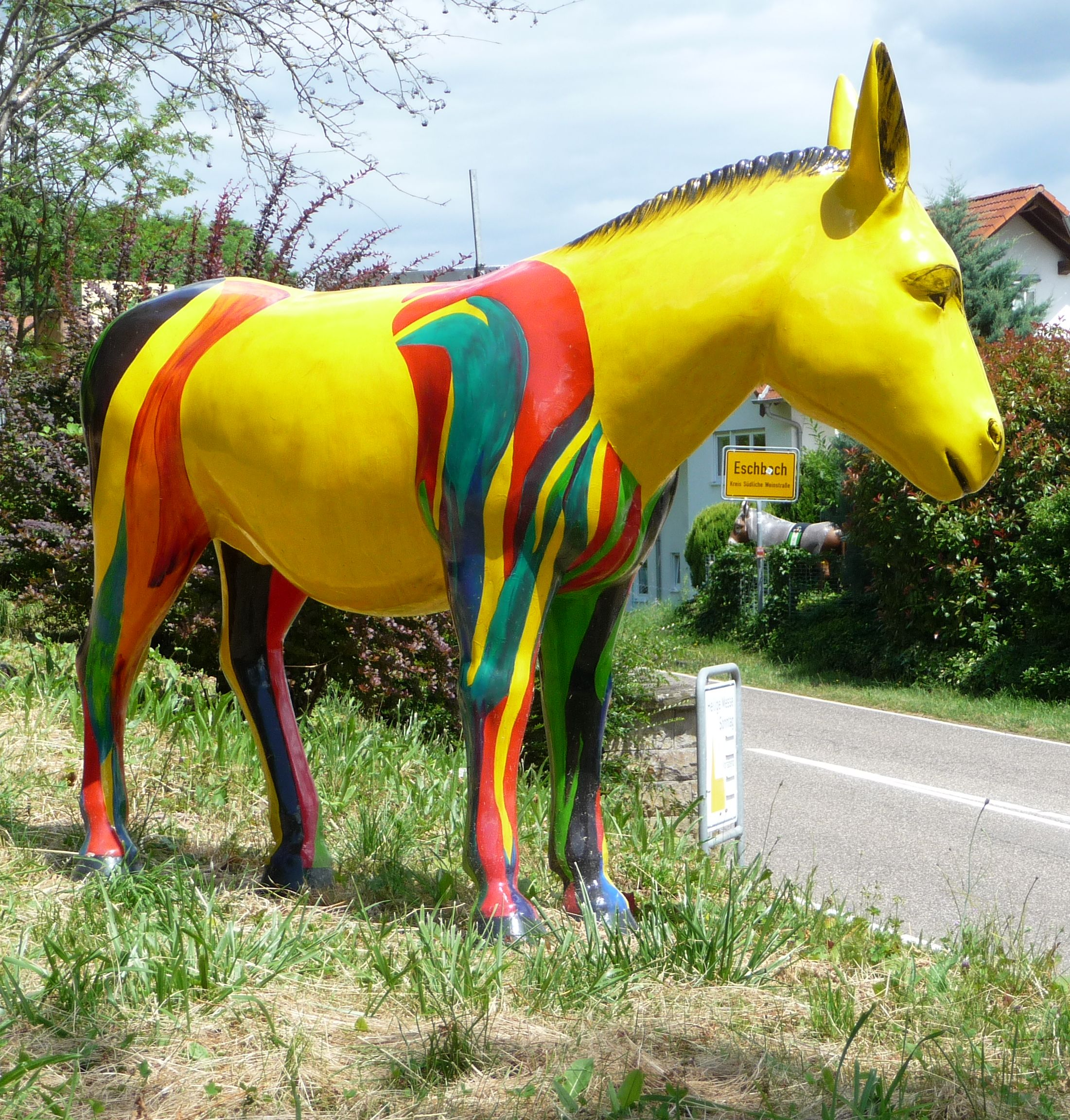
Eselskulptur in Eschbach

Die Ritter der Burg gehörten im 15. Jahrhundert zur Gesellschaft mit dem Esel, weswegen sich der Spitzname Esel einbürgerte, den die Nachbardörfer den Eschbachern gaben. Als Reminiszenz werden seit 2004 künstlerisch gestaltete Eselskulpturen im ganzen Ort aufgestellt.

## Wirtschaft und Infrastruktur

### Wirtschaft
Die Gemeinde ist ein Weinort und als solcher ein Teil des Weinanbaugebiets Pfalz. Die mit Wein bepflanzte Fläche beträgt 96,63 ha. Vor Ort existiert die Einzellage Hasen. Diese gehört zur Großlage Herrlich im Bereich Südliche Weinstraße. Im Zuge der Haingeraide war Eschbach an der sogenannten Rothenburger Geraide beteiligt, die in der frühen Neuzeit aufgelöst und die teilweise der Gemeinde unterstellt wurde.

### Verkehr

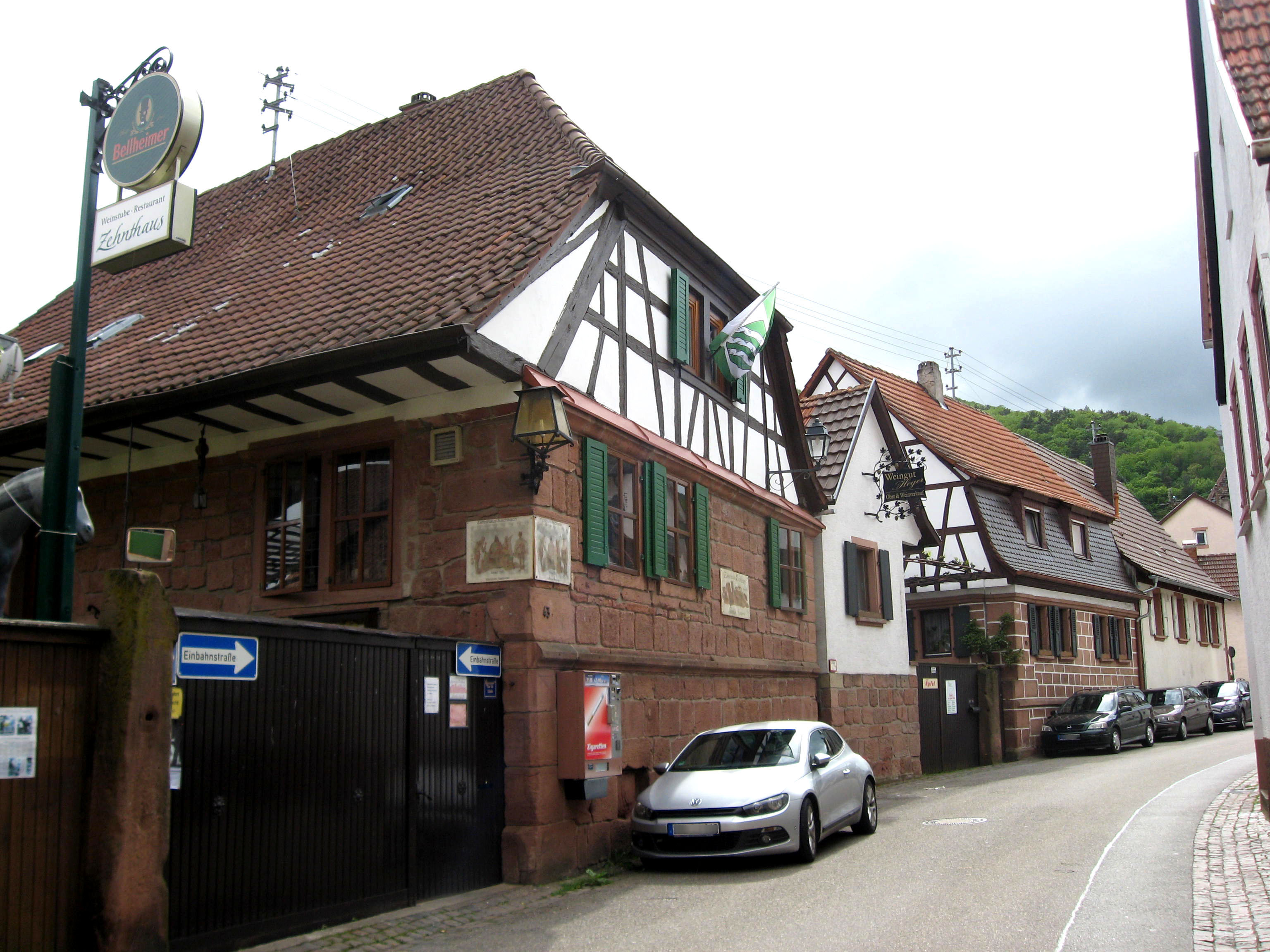
Landesstraße 508 innerhalb von Eschbach

Durch Eschbach verlaufen die Landesstraßen 508 und 509; erstere ist vor Ort mit der Deutschen Weinstraße identisch und verläuft von Frankweiler bis nach Bad Bergzabern. Letztere führt über Ilbesheim und Landau bis nach Bellheim. Die von der Queichtal Nahverkehrsgesellschaft (QNV) betriebene Buslinie 531 des Verkehrsverbundes Rhein-Neckar verbindet die Gemeinde mit Landau in der Pfalz und Annweiler am Trifels.

### Tourismus
Die Gemeinde liegt an der Südroute der Pfälzer Jakobswege sowie am Radweg Deutsche Weinstraße, am Prinzenweg und an den Themenwanderwegen Pfälzer Keschdeweg und Pfälzer Mandelpfad. Durch die Waldgemarkung verlaufen der Prädikatswanderweg Pfälzer Weinsteig, der Cramer-Pfad, der mit der Markierung grünes Dreieck auf weißem Grund versehene August-Becker-Wanderweg, der zu den sogenannten Saar-Rhein Wanderwegen zählende Weg mit der Kennzeichnung schwarzer Punkt auf weißem Balken, der von Saarbrücken bis nach Rülzheim führt und einer, der mit einem gelben Balken versehene ist und von Contwig bis nach Germersheim verläuft.

## Persönlichkeiten

### Ehrenbürger
- Karl Beil (1902–1992), Pfarrer, ab 1975
- Albert Weigel (1902–1985), Pfarrer und Geistlicher Rat, ab 1985
- Otto Thomas (1927–2006), Pfarrer, ab 1993
- Hugo Steinmüller (* 1942), Ortsbürgermeister von 1984 bis 2004, Ernennung zum Ehrenbürger am 9. Januar 2011[13]

### Söhne und Töchter der Gemeinde
- Franz Josef Ehrhart (1853–1908), Politiker (SPD), Landtags- und Reichstagsabgeordneter
- Peter Dausch (1864–1944), katholischer Priester, Theologieprofessor und wissenschaftlicher Buchautor.